# 移轉訂價
移轉訂價（英語：transfer pricing）是指在关联企业内部或企业之间对交易进行定价，以減低稅金的商業行為，簡而言之是一種避稅的主要方法。
為防財稅流失，不少國家及地方政府通過立法禁止或限制移轉訂價的交易，將其列為逃稅行為。
相關企業（公司集團內部母公司與子公司、兩三家及以上的母子公司）之間，將貨物、服務、版權費等的進行定價。其價格水平未必符合公平獨立交易原則，非自由市場的市場價格，手段是把一間子公司的利潤轉移到另一家子公司，目的是為了避稅。在全球化經濟之下，更容易用出移轉訂價的手法，把有利潤的生意轉給位於避稅港的相關企業，在稅務計劃而言，可省稅。為了利润最大化。

## 例子
由於中國大陸的公司稅率比香港要高（中國大陸25%；香港16.5%），部份中國企業會於香港設立分公司進行原材料採購活動，並以稍高的價格賣給總公司。這樣的安排令中國大陸公司的盈利減少，於總體盈利不變的情況下，整個集團的稅務負擔得以合法地降低。類似的安排亦可以使用於出口之上，中國大陸公司以稍低的價錢賣給香港公司，再轉售到其他國家。

## 外部連結
- 外資企業借轉讓定價避稅，稅務機關將重點關注 （页面存档备份，存于）
- 跨國公司在國際稅務上的轉移價格 （页面存档备份，存于）
- 移轉訂價注意事項[]
- 移轉訂價因應策略-移轉訂價的核心問題[]